# Zamarada dialitha
Zamarada dialitha là một loài bướm đêm trong họ Geometridae.